# Chiaverano
Chiaverano és un comune (municipi) de la ciutat metropolitana de Torí, a la regió italiana del Piemont, situat a uns 50 quilòmetres al nord-est de Torí. A 1 de gener de 2019 la seva població era de 2.058 habitants.
Chiaverano limita amb els següents municipis: Donato, Andrate, Borgofranco d'Ivrea, Sala Biellese, Torrazzo, Montalto Dora, Burolo, Ivrea i Cascinette d'Ivrea.
Entre els llocs d'interès hi ha l'església romànica de Santo Stefano di Sessano (segle xi) i les restes del castell de San Giuseppe.